# 11-celule
În matematică 11-celule este un politop cvadridimensional abstract⁠(d) regulat autodual. Cele 11 celule ale sale sunt hemiicosaedrice. Are 11 vârfuri, 55 de laturi și 55 de fețe. Are simbolul Schläfli {3,5,3}, cu 3 hemiicosaedre (tip Schläfli {3,5}) în jurul fiecărei laturi.
Are ordinul de simetrie 660, calculat ca produs dintre numărul de celule (11) și simetria fiecărei celule (60). Structura de simetrie este grupul proiectiv liniar special abstract L2(11).
A fost descoperit în 1977 de Branko Grünbaum, care l-a construit prin lipirea hemiicosaedrelor împreună, câte trei la fiecare latură, până când forma s-a închis. A fost redescoperit independent de H.S.M. Coxeter în 1984, care a studiat mai în profunzime structura și simetria acestuia.

## Politopuri înrudite

Proiecție ortogonală a unui 10-simplex cu 11 vârfuri și 55 de laturi

11-celule abstract conține același număr de vârfuri și laturi ca și 10-simplexul 10 dimensional și conține 1/3 din cele 165 de fețe ale sale. Astfel, poate fi desenat ca o figură regulată într-un 11-spațiu, deși atunci celulele sale hemiicosaedrice sunt „strâmbe”, adică o celulă nu este conținută într-un subspațiu plan tridimensional.